# Theater auf der Wieden

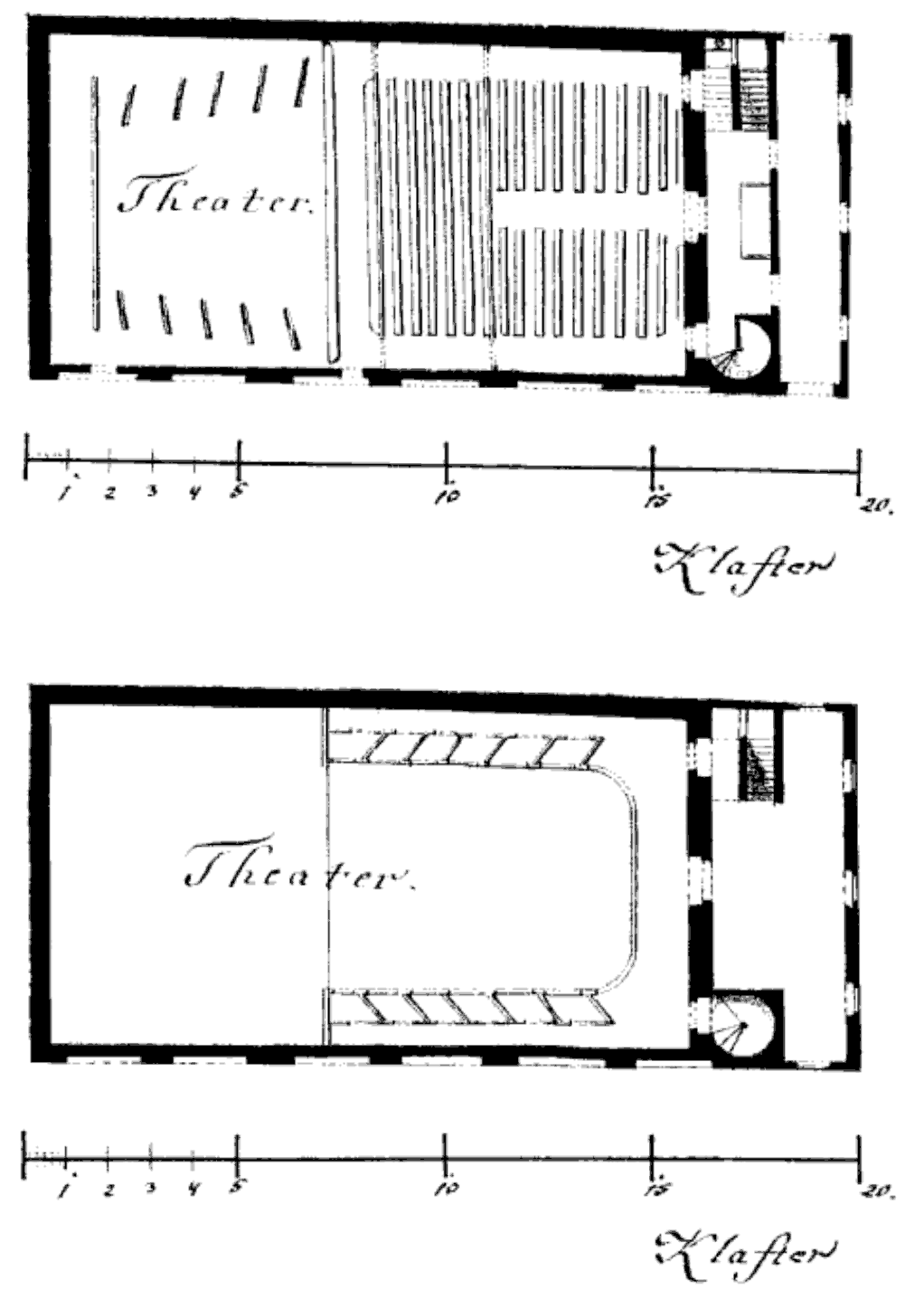
Floor plans for the lower and upper levels of the Theater auf der Wieden, site of the premiere of Mozart's opera "The Magic Flute." A "Klafter", shown in the scale, is a unit of measure approx. 1.9 meters. From the State Archives of Lower Austria in St. Poelten.

O Theater auf der Wieden, também conhecido como Freihaus-Theater auf der Wieden ou Wiednertheater, foi um teatro localizado no distrito de Wieden, que na altura de sua construção (fim do século XVIII) localizava-se ainda nos subúrbios da capital austríaca, Viena.

## História
Construído em 1787, no ano seguinte beneficiou-se com o fechamento do Kärntnertortheater, que competia com ele ao oferecer um programa de teatro mais popular. Em 1789 a trupe teatral de Emanuel Schikaneder tornouse a companhia residente no Wiednertheater, oferecendo "principalmente peças e óperas alemãs, com canções e música incidental (tragédias, comédias e espetáculos com um elaborado maquinário de palco)." A companhia encenou a ópera O Rapto do Serralho, do amigo de Schikaneder, Wolfgang Amadeus Mozart, em abril e maio de 1789.
Começando em 1789, a companhia de Schikaneder encenou uma série de óperas baseadas em contos de fadas. Entre elas estava Der Stein der Weisen (A Pedra Filosofal), uma obra escrita coletivamente para a qual Mozart contribuiu com uma pequena parte da música. Esta série de contos de fada culminou com a estreia, em setembro de 1791, da Flauta Mágica, de Mozart - um sucesso que teve mais de 100 apresentações.
O teatro continuou a ser usado para óperas até 1801, quando Schikaneder deslocou a sede de sua trupe para o recém-construído Theater an der Wien; foi então convertido num complexo de apartamentos.